# Pioneer Staggered Roadster
Der Pioneer Staggered Roadster war ein nur 1914 angebotener, US-amerikanischer Cyclecar. Herstellerin war die American Manufacturing Company aus Chicago (Illinois). Das Fahrzeug trug keinen offiziellen Modellnamen, wird aber in der Fachliteratur als Pioneer Staggered Roadster referenziert.

## Cyclecar
Cyclecars sind sehr leicht gebaute Fahrzeuge zum Personen- und, seltener, zum Warentransport. Neben den Buckboards, mit denen sie viele Gemeinsamkeiten haben, gehören sie zu den kleinsten Automobilen. Etwas größer und solider gebaut sind Light cars und vor allem Voiturettes, die ebenfalls in Leichtbauweise erstellt wurden. Kleinwagen dieser Zeit waren massiver gebaut als die genannten.
Für Cyclecars wurden oft Komponenten aus dem Fahrrad- und Motorradbau verwendet. Die einfache Technik und eine zunehmend erhältliche Vielfalt an geeigneten Motoren und Bestandteilen auf dem Markt führten dazu, dass viele kleine und kleinste Hersteller auftraten. Darunter fanden sich neben seriösen Konstrukteuren auch etliche Bastler und Tüftler, von denen einige durchaus fragwürdige Ergebnisse ablieferten. Cyclecars erlebten in den USA zwischen 1912 und 1915 einen gewaltigen Boom. Der Preis war attraktiv, und Cyclecars wirkten sportlich, machten Eindruck und ermöglichten neuen Käuferschichten den Erwerb eines Motorfahrzeugs. Das relativierte sich, als der Ruf der Fahrzeuge infolge einiger offenbar gewordenen Fehlkonstruktionen und Qualitätsmängel zu leiden begann. Das Strohfeuer endete vollends, als Ford mit seinem vollwertigen und zuverlässigen Modell T den Markt durcheinanderwirbelte und ab 1915 Preise verlangte, die teilweise sogar unter denen eines Cyclecars lagen.

## American Manufacturing Company
Die American Manufacturing Company war eine Tochtergesellschaft der Partin Manufacturing Company mit Sitz in Rochelle und Chicago. Deren Markennamen waren Partin und Partin-Palmer. Der Cyclecar Pioneer sollte das Angebot nach unten ergänzen. American Manufacturing trat nach außen selbständig auf. Das Mutterhaus ging Ende 1914 in der Commonwealth Motors Corporation auf, wobei die American Manufacturing Company und die Marke Pioneer aufgegeben wurden. Als Nachfolger führte Partin-Palmer 1915 das etwas größere Model 20, das bis zur Einstellung der Marke 1917 angeboten wurde.

## Technik
Der Pioneer war eine solide Konstruktion zu einem fairen Preis. Sein Scheitern hängt eher mit der neuen Marktsituation und mit der Reorganisation des Unternehmens zusammen, als mit technischen oder qualitativen Mängeln. Als typischer Vertreter seiner Gattung war er in Leichtbauweise hergestellt mit einem luftgekühlten V2-Motor, Friktionsgetriebe, Riemenantrieb, enger Spur und einer Roadster-Karosserie, die so schmal war, dass der Beifahrersitz etwas tiefer und etwas weiter hinten angebracht werden musste, um dem Fahrer ausreichende Bewegungsfreiheit zu geben.

### Motor
Der Motor des Pioneer war ein zugekaufter V-Twin, dessen Hersteller unbekannt ist; bekannte Anbieter waren etwa Briggs & Stratton, Cushman, G. B. & S., Model, Spacke, Speedwell oder auch Harley-Davidson. Er war luftgekühlt mit einem Hubraum von 69,3 c.i. (1136 cm³) aus 3⅜ Zoll Bohrung (85,725 mm) und 3⅞ Zoll (98,425 mm) Hub; er leistete 9 bhp (6,6 kW). Aus der Bohrung wurde zu dieser Zeit die Steuerklasse (das sog. N.A.C.C.-Rating) errechnet, beim Pioneer 9,1 HP.
Untypisch für luftgekühlte Fahrzeuge dieser Zeit ist, dass es eine „Kühlermaske“ anstelle einer vorn abfallenden Haube gab.

### Kraftübertragung
Die Kraftübertragung des Pioneer war unkompliziert und für einen Cyclecar sehr typisch. Es gab ein Friktionsgetriebe und Riemenantrieb, wahrscheinlich nur auf das linke Hinterrad, was ein Differential überflüssig machte.

### Fahrgestell und Aufhängung
Der Radstand beträgt in dieser Klasse großzügige 96 Zoll (2438 mm). Aus der Illustration lässt sich entnehmen, dass der Motor sehr weit vorn angebracht war, dass die vordere Starrachse an einer vor der „Kühlermaske“ liegenden Querblattfeder aufgehängt war und dass sich der Tank über dem Knieraum des Passagierabteils befand. Von seiner hohen Position gelangte der Treibstoff demnach durch die Schwerkraft zum Vergaser. Ob es auch hinten eine Querblattfeder oder gar keine Federung gab, ist unklar. Typisch an Cyclecars war beides. Am Fahrzeug sind keine Bremstrommeln sichtbar, was auf eine auf das Getriebe wirkende Bremse schließen lässt. Das Fahrzeug hatte Drahtspeichenräder der Dimension 28 × 2,5 Zoll und Linkslenkung.